# Пиксида (сосуд)

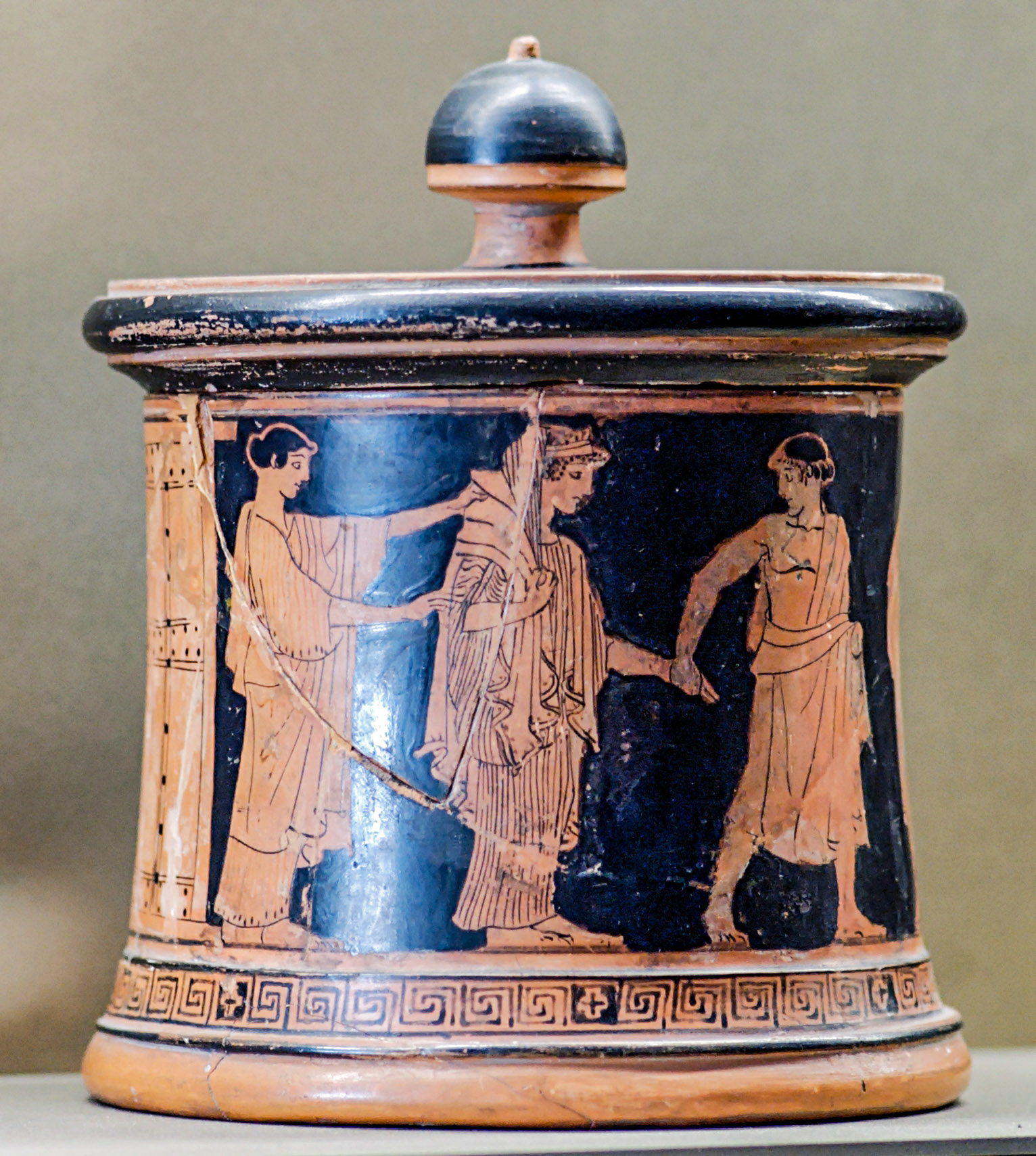
Аттическая краснофигурная пиксида. «Вазописец свадеб». Лувр, Париж Ок. 470—460 гг. до н. э.

Пиксида (от греч. πυξίς) — в Древней Греции небольшая круглая коробочка с крышкой и характерными вогнутыми стенками, предназначенная для хранения украшений и косметики: пряностей, мазей или притираний. Известное со времён эллинизма название происходит от греческого слова «самшит» (греч. πυξoς), из которого такие изделия изначально вытачивали. Подобные сосуды использовали в гинекее (женской половине дома).
До настоящего времени сохранилось лишь несколько пиксид, изготовленных из дерева. Пиксиды делали также из керамики, алебастра, металла или слоновой кости. Часто встречаются керамические пиксиды с краснофигурной рописью: изображениями из жизни гинекея. В римское время пиксиды делали из стекла. Пиксиды также находят в женских захоронениях.
Пиксиды существовали ещё в эпоху геометрического стиля (900—700 гг. до н. э.). Они отличались бо́льшим размером и, видимо, имели другое назначение. В VII в. до н. э. форма пиксид изменилась под влиянием коринфского гончарного искусства, на пиксидах выполнялась чёрнофигурная роспись. В VI в. до н. э. появилась особая форма пиксид — на трёх ножках в виде округлой чаши. В классической Древней Греции особо популярным был тип пиксиды «А» с вогнутыми стенками. Тип пиксиды «Б» предусматривал крышечку сверху. В эпоху эллинизма пиксиды делали высокими с фигурными крышками, имеющими «бутонообразную ручку», и, иногда, с двумя ручками по бокам.
В музее Метрополитен в Нью-Йорке хранится античная пиксида эпохи эллинизма (III—IV вв.) из серебра овальной формы с рельефной фигуркой спящего Эрота на крышке. В Византии пиксиды изготавливали из слоновой кости и использовали для хранения просфор. Стенки украшали рельефными изображениями на библейские сюжеты, сплошь золотили или расписывали яркими красками. Такие пиксиды делали в Александрии, Константинополе, Равенне.
В Средние века известностью пользовались пиксиды французских мастеров из города Лиможа. Они служили реликвариями. Их делали из меди, украшали эмалями и драгоценными камнями. Откидывающаяся на петельке крышка увенчивается крестом. Такова пиксида из меди с конусообразной крышкой, украшенная выемчатой эмалью и позолотой работы лиможских мастеров второй половины XIII века из собрания выдающегося коллекционера А. П. Базилевского (ныне в собрании Санкт-Петербургского Эрмитажа). Она принадлежит к большой группе подобных изделий, имеющихся во многих европейских музеях.
Так изящный предмет женского обихода превратился со временем в хранилище священных реликвий.

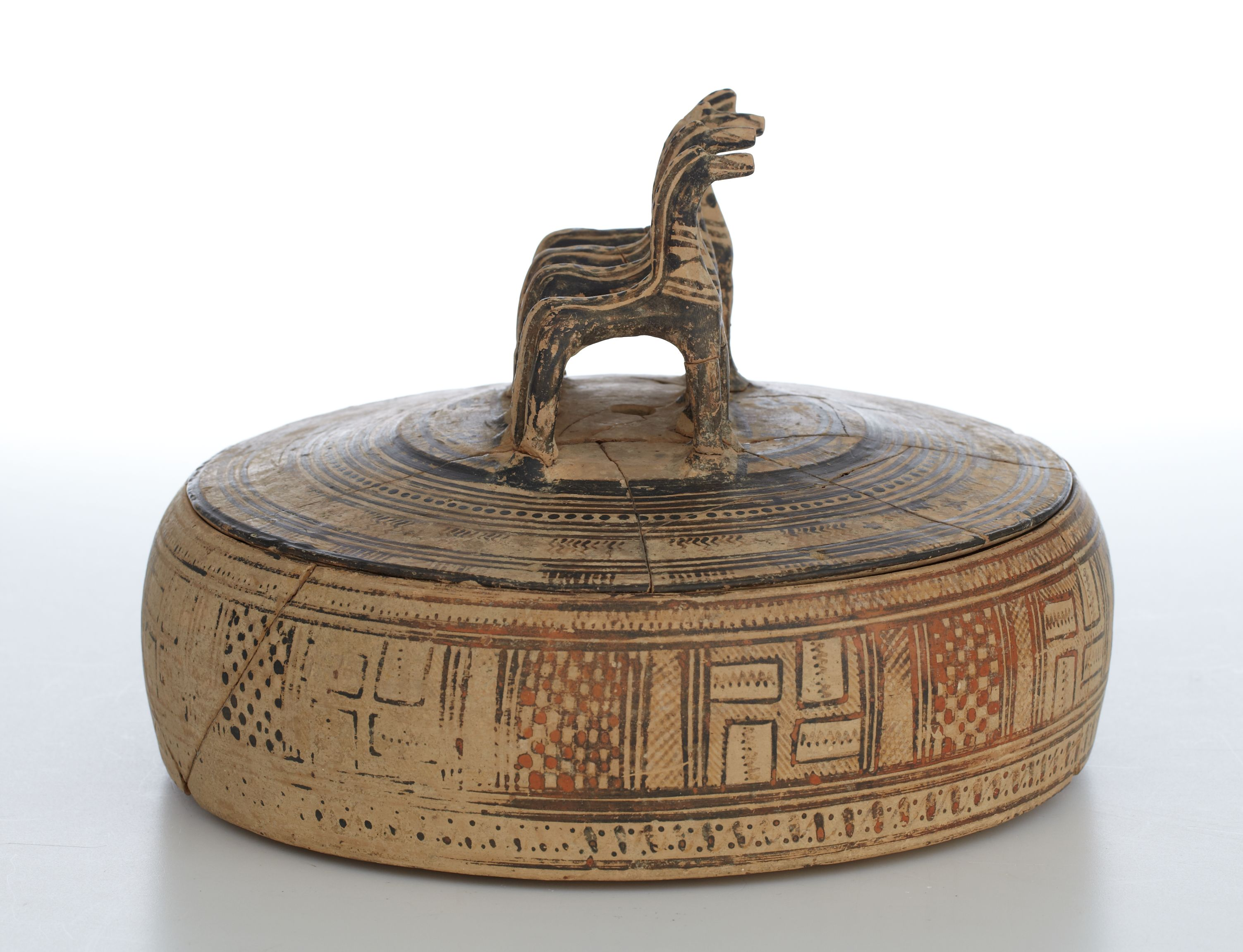
Пиксида с росписью геометрического стиля
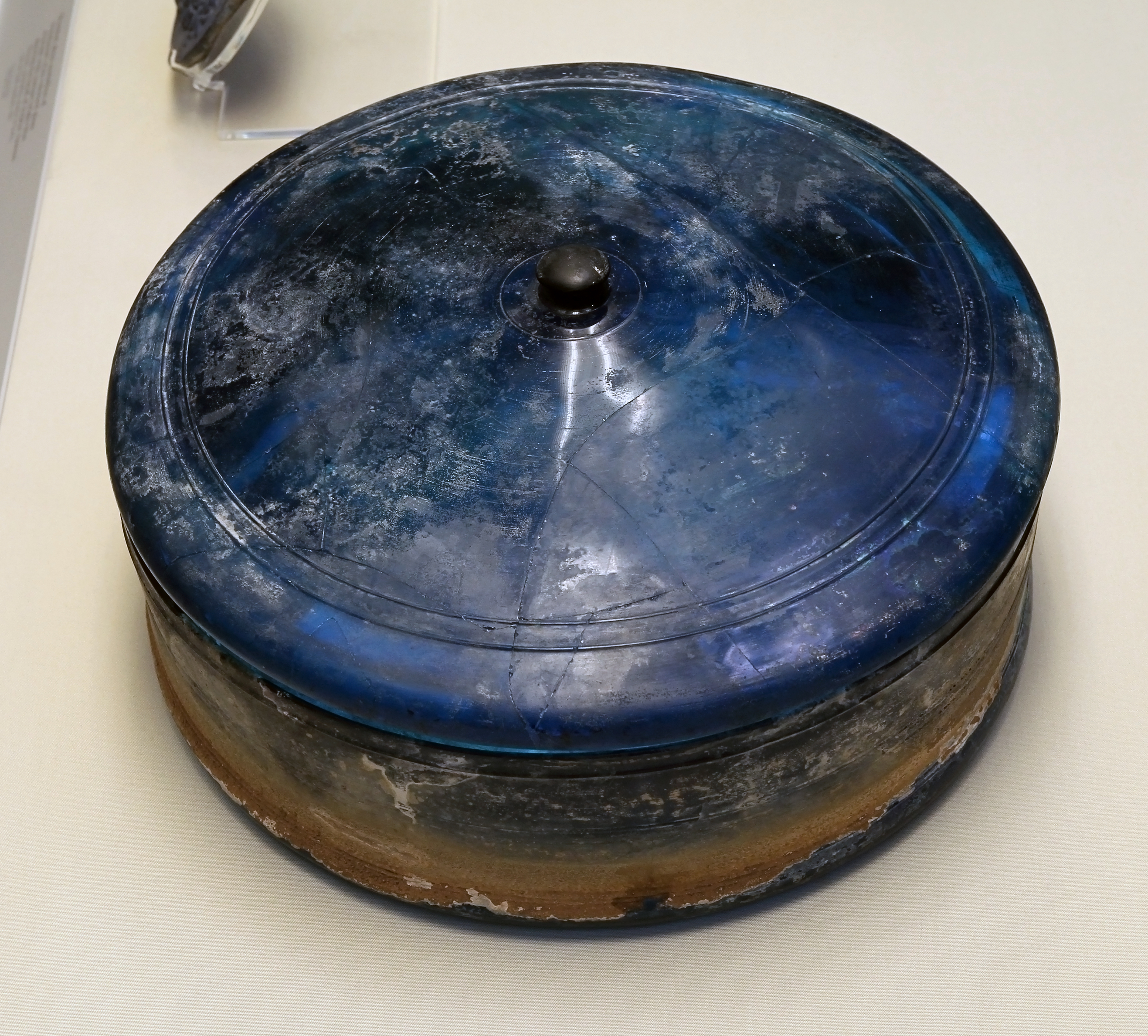
Пиксида. I в. н. э. Стекло. Рим. Британский музей, Лондон
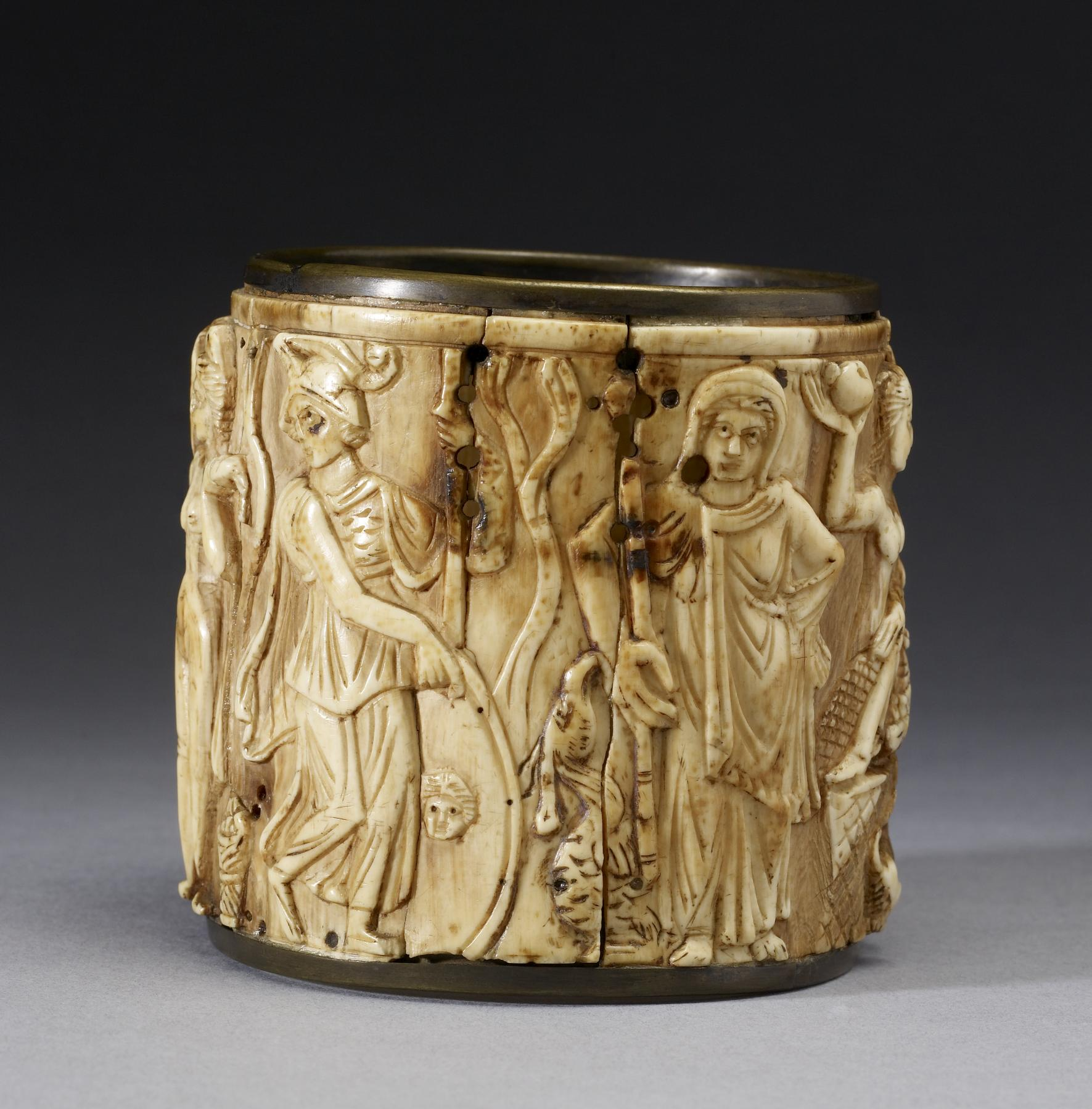
Пиксида с изображением сцен древнегреческого мифа об Афродите и яблоках Гесперид. Византия. V в. Слоновая кость. Художественный музей Уолтерса, Балтимор
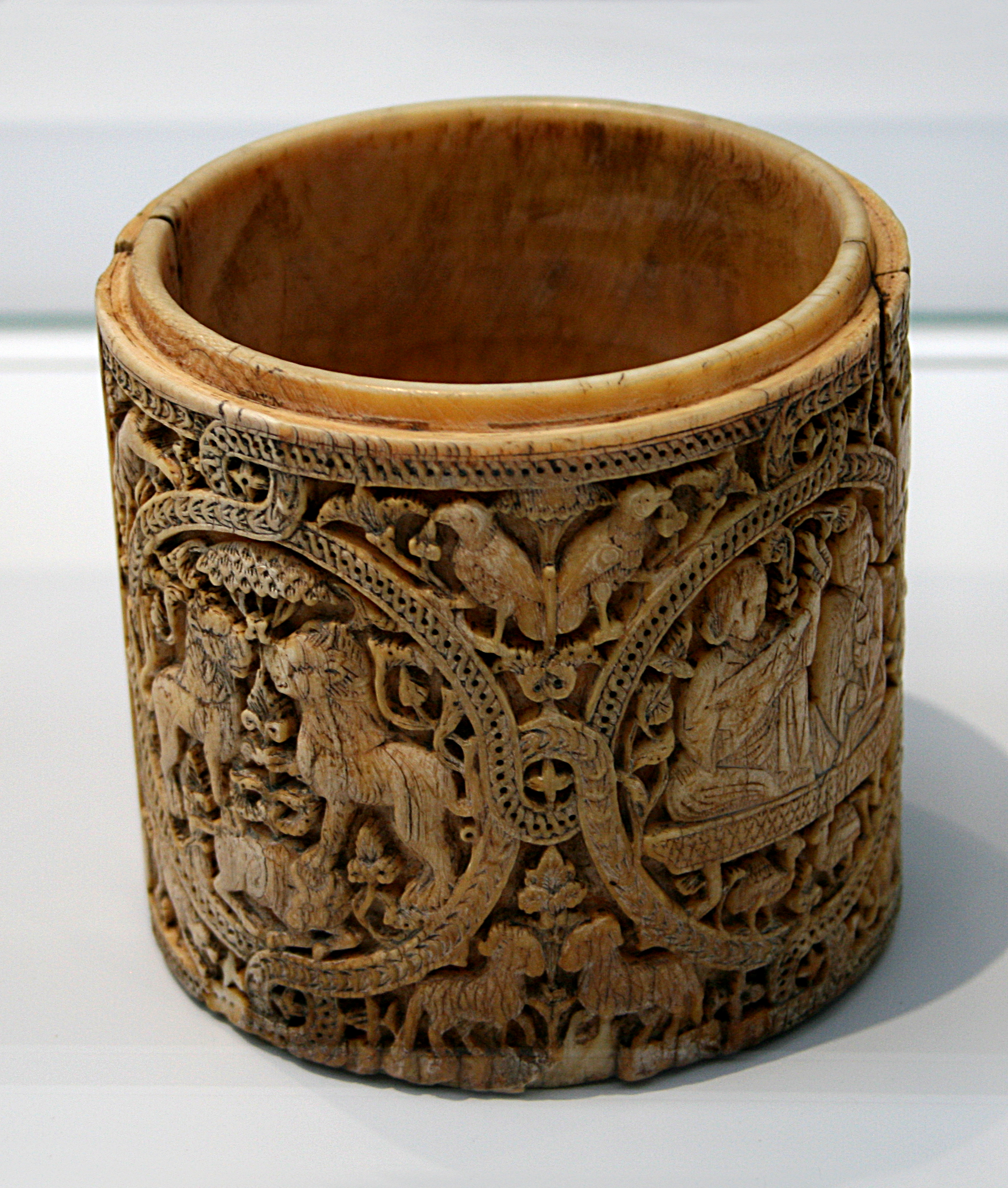
Пиксида из слоновой кости. Ок. 970 г. Лувр, Париж
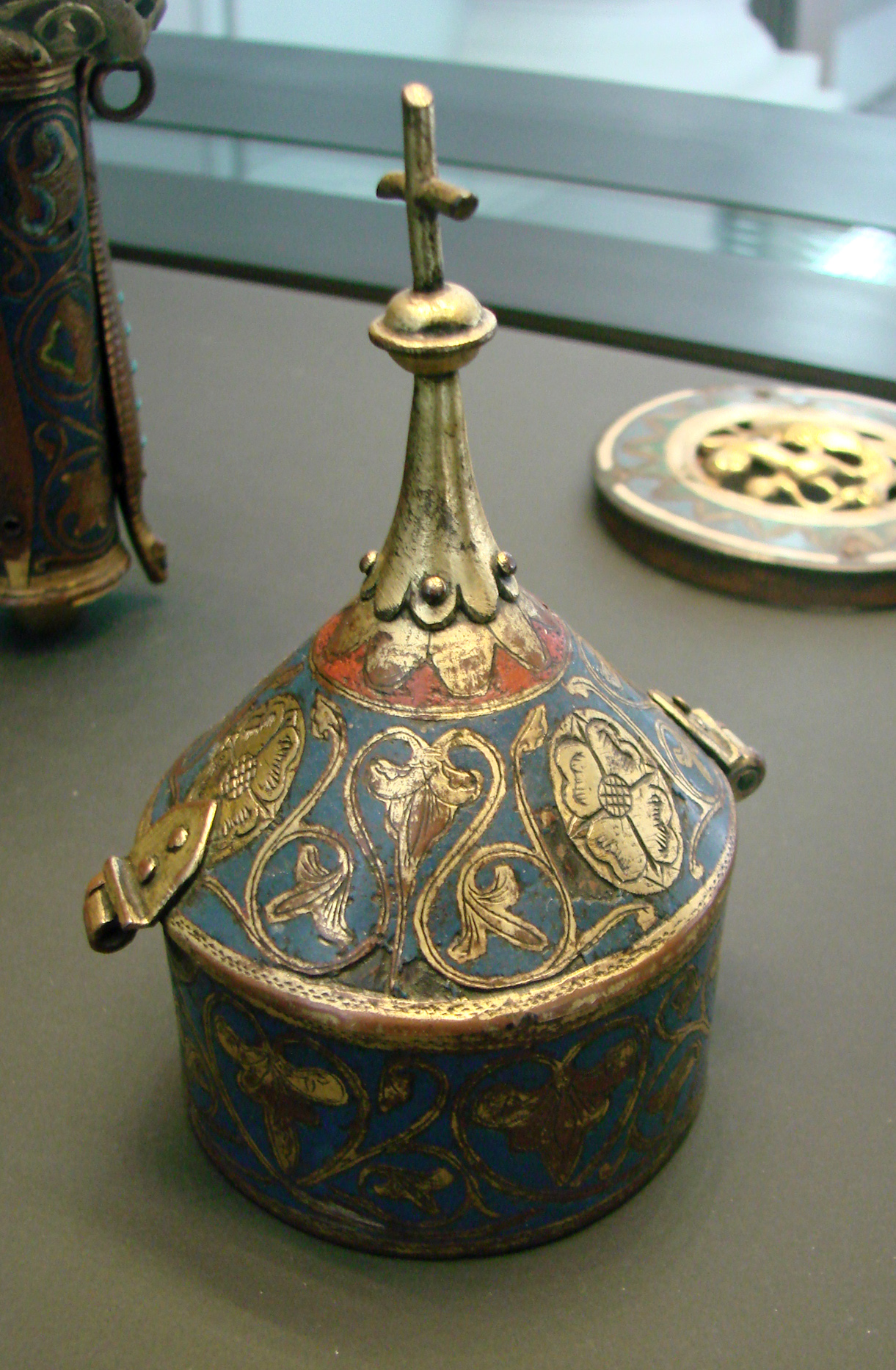
Пиксида. XIII в. Медь, выемчатая эмаль, золочение. Музей Пикардии, Амьен
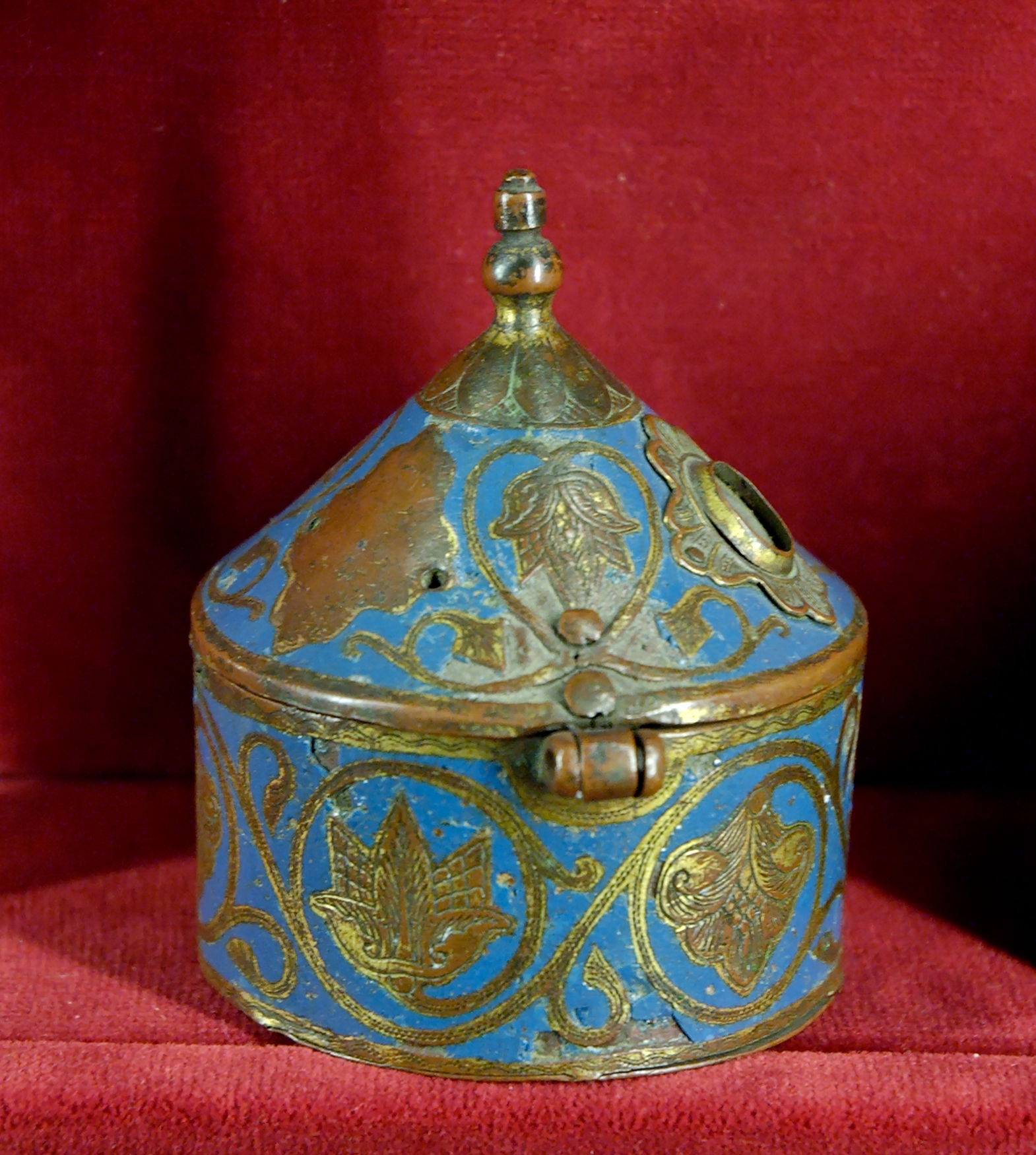
Пиксида. XIII в. Медь, выемчатая эмаль, золочение. Музей Терм и Отель Клюни, Париж